# Helden wie wir
Helden wie wir ist ein 1995 erschienener Roman von Thomas Brussig. Thomas Brussigs Satire kann als Entwicklungsroman gelesen werden – hier natürlich in parodistischer Umkehrung – steht aber auch in der Tradition des Schelmenromans. Helden wie wir wurde schnell ein Bestseller und von der Kritik als „heiß ersehnter Wenderoman“ begrüßt. 
Er kam in einer von Peter Dehler inszenierten Fassung 1996 auf die Bühne. Die von Regisseur Sebastian Peterson gedrehte Verfilmung hatte am 9. November 1999, dem 10. Jahrestag des Mauerfalls, Premiere.

## Inhalt
Der Roman beginnt mit einer unerhörten Behauptung: Der Ich-Erzähler mit dem Namen Klaus Uhltzscht nimmt für sich in Anspruch, er ganz allein sei es gewesen, der am 9. November 1989 die Berliner Mauer zu Fall gebracht habe – und zwar mit seinem „Schwanz“. Wie genau er das bewerkstelligt hat erfährt sein Auftraggeber, ein Journalist der „New York Times“, als fiktiver Zuhörer allerdings erst im letzten der insgesamt sieben besprochenen „Bänder“ (resp. Kapitel). Bis dahin werden die ersten 21 Lebensjahre des Protagonisten in der DDR erzählt, die symbolhaft mit den 21 Sterbejahren des Sozialismus exakt zusammenfallen, denn seine Geburt in „eine politische Welt“ erfolgt am 20. August 1968, dem Tag des Einmarsches der Warschauer-Pakt-Staaten in die Tschechoslowakei zur gewaltsamen Niederschlagung des Prager Frühlings.
Der Held wächst auf als Einzelkind, dessen Eltern kaum gegensätzlicher sein könnten: die Mutter stets achtsam, fürsorglich, alles erklärend, auf Ausgleich bedacht – der Vater ewig finster, mürrisch, schweigsam, konfrontativ. In ihrer Erziehung allerdings ergänzen sie sich auf fatale Weise: Ihr Sohn wird immer „klein“ gehalten, bleibt Außenseiter, fühlt sich als Versager. Empfindlichster Punkt seines Minderwertigkeitskomplexes ist typisch für Pubertierende – die Sexualität. In dieser Hinsicht erlebt sich der intellektuell überlegene Protagonist gegenüber Gleichaltrigen als hoffnungslos unwissend und zurückgeblieben; am meisten leidet er unter der Zwangsvorstellung, ein zu kleines Glied zu haben. Sein Minderwertigkeitskomplex hat eine Kehrseite – den Größenwahn. Schon der kleine Klaus träumt davon, berühmt zu werden. Neben diesem egoistischen Motiv treibt ihn aber auch ein altruistisches an: Er will außerdem gebraucht werden. Beides zusammen macht ihn anfällig für die sozialistische Propaganda und letztlich zu einem Mitarbeiter der Stasi, wodurch er in die Fußstapfen des Vaters tritt, auch wenn das seinen Gefühlen zutiefst widerspricht und seine Unmündigkeit verlängert. Die Banalität seiner neuen Tätigkeit hindert seine leicht reizbare Phantasie nicht daran, ihm ungeahnte Möglichkeiten vorzugaukeln, verführt ihn zu noch extremeren sexuellen Perversionen und erzeugt in ihm ein erhebliches Maß an krimineller Energie, die nur durch den Gang der Geschichte glücklich gewendet wird. Im Schlusskapitel („Der geheilte Pimmel“) wird die sexuelle Metaphorik des Romans konsequent fortgeführt. Der Außenseiter schwingt sich auf zum Anführer einer Menge, die noch mit dem Makel geschlagen zu sein scheint, den er vor ihr überwunden hat. Die quasi im Vorbeigehen erledigte Aufhebung der deutschen Teilung wird dabei ironisch kontrastiert mit dem paradigmatischen Roman über den Vollzug der Teilung (Der geteilte Himmel), dessen Autorin Christa Wolf der Ich-Erzähler als „Übermutter“ der DDR-Literatur und der Wendezeit karikiert.

## Persönlichkeit von Klaus Uhltzscht

### Beziehung zur Mutter
Besonders wichtig für die Persönlichkeitsentwicklung von Klaus ist die Beziehung zu seiner Mutter. Im Kindesalter wurde er durch ihr Verhalten und ihre Erziehung stark beeinflusst und für sein zukünftiges Leben geprägt. Klaus‘ Mutter, Lucie Uhltzscht, musste für ihren Sohn ihr Medizinstudium abbrechen, hält sich aber dennoch für eine Ärztin und arbeitet als „Hygieneinspektorin“ (S. 26). Größten Wert legt sie daher auf Sauberkeit, Ordnung und auch auf korrekte Sprache. Dies hat natürlich Auswirkungen auf Klaus, da sie ihn z. B. nicht in den Kindergarten gehen lässt. Ein weiteres Beispiel ihres regelrechten ‚Hygienewahns‘ ist, dass es zum Händewaschen sogar eine extra „Rote Seife“ für nach dem Toilettengang gibt (S. 45).
In ihrer Erziehung spricht Lucie Uhltzscht keine direkten Verbote aus, sondern suggeriert ihrem Sohn indirekt, was gut und schlecht ist (vgl. S., „Wir wollen uns das doch abgewöhnen.“). Damit sind ihre Handlungen konträr zu denen des Vaters von Klaus.
Des Weiteren überträgt sie ihre Ängste auf ihr Kind, z. B. die Angst vor Einbrechern oder vor dem „Bolus-Tod“ (vgl. S. 33). Das resultiert darin, dass Klaus aufgrund all dieser Ängste und Vorschriften wenige Kontakte zu anderen Kindern hat. Diese beschränken sich hauptsächlich auf seine Erfahrungen in diversen Ferienlagern. Wenn er mit anderen Kindern in Kontakt kommt, verhält Klaus sich nach den Grundsätzen seiner Mutter und kann sich folglich nicht sozial integrieren.
Die Mutter kontrolliert jegliche Aktionen und das Verhalten ihres Sohnes penibel und lässt ihm damit kaum Privatsphäre, auch in Bezug auf seine Sexualität. Folglich wird Klaus erst spät im Ferienlager aufgeklärt und hat gegenüber seinen Altersgenossen bezüglich dieses Themas das Gefühl, unwissend zu sein. Damit kann die Mutter in dem Roman nach der Persönlichkeitstheorie von Freud gemeinsam mit dem Vater als der persönlichkeitsbildene Faktor des Über-Ichs bezeichnet werden.
Die Unterdrückung durch seine Mutter und die ständige Unzufriedenheit seiner Eltern führen schließlich zu einem ausgeprägten Minderwertigkeitskomplex, den er durch gute Leistungen und später durch seinen Beitritt zur Stasi zu kompensieren versucht. Er setzt sich generell sehr hohe Ziele für ein Kind, um Anerkennung zu erlangen, und möchte später unbedingt Nobelpreisträger werden. Er denkt oft in Bild-Schlagzeilen (z. B. S. 15) und malt sich aus, wie über ihn in der Zeitung berichtet werden könnte, wenn er berühmt wäre. Auch dies trägt dazu bei, dass er sich für etwas Besseres hält als die anderen Kinder und sich sozial abgrenzt. Nicht nur Klaus‘ Handeln wird von seiner Mutter bestimmt, sondern sie dominiert auch seine Gedanken. Deshalb handelt er in fast jeder Situation so, wie seine Mutter es von ihm erwarten würde.
Schlussendlich gipfeln die Erziehung und die Beziehung zwischen Klaus und seiner Mutter in dessen Problemen und Komplexen, mit denen er im späteren Leben zu kämpfen hat. Klaus erkennt dies, was dazu führt, dass er seine Mutter als erwachsener Mann zwar immer noch liebt, sie aber andererseits auch verurteilt, da sie Mitschuld an seinen eigenen Persönlichkeitsproblemen trägt.

### Beziehung zum Vater
Die Beziehung von Klaus Uhltzscht zu seinem Vater Eberhard Uhltzscht stellt sich als schwierig dar.
Schon zu Beginn des Romans wird dem Vater eine bedeutende Rolle zugesprochen. Auch über seinen Tod hinweg ist er durchgehend sehr präsent in Klaus’ Leben. Diese Präsenz beeinträchtigt Klaus in seinem Handeln und ist entscheidend und ausschlaggebend für dessen Lebenslauf. Klaus empfindet seinen Vater als autoritär, rechtschaffen (vgl. S. 9–11) und oft mürrisch.
Durch die Autorität fühlt sich Klaus wertlos, untergeordnet und eingeschüchtert. Er traut sich nicht, dem Vater seine Interessen und Bedürfnisse zu zeigen, und auch wenn der Vater nicht präsent ist, kann er über seine Wünsche nicht mit guten Gewissen denken, geschweige denn sie ausleben. Bei jeder Entscheidung, die Klaus zu treffen hat, überlegt er, ob sein Vater genauso handeln und ob er dies verurteilen würde. Dadurch kann er keine spontanen Entscheidungen treffen.
Generell zeigt der Vater kein Interesse und keine Liebe für Klaus. Er nennt nicht seinen Namen, hält ihn für einen Versager (vgl. S. 43), redet in seiner Anwesenheit nicht mit ihm, sondern über ihn und behandelt ihn wie einen Angeklagten vor dem amerikanischen Schwurgericht (vgl. S. 34).
Trotz all dieser Umstände versucht Klaus stets, Anerkennung von seinem Vater zu erlangen. Seine Gefühle für den Vater, den er auch als „Ernährer“ (S. 37) bezeichnet, sind widersprüchlich. Einerseits ist er ihm unangenehm und er kann ihn nicht leiden, andererseits liebt er ihn und er ist der Überzeugung, dass er ein gutes Inneres hat.
Für Klaus hat sein Vater etwas Göttliches. Es scheint so, als könne er Taten vollbringen, zu denen sonst niemand in der Lage ist (vgl. S. 38). Er möchte seinen Vater um jeden Preis stolz machen, glaubt jedoch nicht, dass er dazu fähig ist, da er das Gefühl hat, dass es eine Schande und Zumutung ist, ihn als Sohn zu haben (vgl. S. 41).
Um seinen Vater stolz zu machen, geht Klaus sogar zur Stasi, da sein Vater auch dort gewesen ist. Diese Tatsache kann Klaus nur erahnen, da er nie explizit den Beruf des Vaters gesagt bekommt und die Arbeit wie ein versiegeltes Buch behandelt wird. Lange Zeit wird sogar eine Lüge über den Beruf aufrechterhalten, nämlich dass der Vater im Außenhandels-Ministerium sei (vgl. S. 83).
Außerdem kann diese in Klaus’ Augen nur gut sein, da alles, was sein Vater tut, gut ist. Dennoch merkt Klaus im Laufe der Jahre, dass er völlig andere Interessen und einen anderen Charakter als sein Vater hat. Das ständige Gefühl, seinem Vater nicht gerecht zu werden und in den Augen seines Vaters ein Versager zu sein, erweckt in Klaus Bedenken, ob er wirklich dessen leiblicher Sohn ist (vgl. S. 218). Thomas Brussig macht ganz deutlich, dass Klaus’ Vater nach der Freud’schen Persönlichkeitstheorie das „Über-Ich“ darstellt, denn Klaus wird durch die Angst, seinen Vater zu enttäuschen, von seinen eigenen Interessen weggeführt und kann nicht ungezwungen seine Triebe ausleben. Erst als dieser tot ist, schafft es Klaus allmählich, nur noch das zu machen, wonach ihm gerade ist.
Auch nach dem Tod des Vaters weiß Klaus nichts über dessen Leben. Klaus behandelt die Leiche respektlos. Erst jetzt traut er sich, sich gegen seinen Vater zu wehren und ihm seine Gefühle zu zeigen. Dies tut er, indem er ihm die „Eier quetscht“ und dabei hofft, dass der Vater dies sieht. Denn auch der Vater hat symbolisch Klaus’ „Eier gequetscht“, indem er ihm immer das Gefühl gegeben hat, ein Versager zu sein und ihm somit seine Männlichkeit geraubt hat. Dies war ein großer Schritt für die Hauptfigur des Romans, auf den er stolz ist.
Über all die Jahre hinweg, in denen sein Vater noch gelebt hat, versucht Klaus stets, noch etwas Gutes in seinem Vater zu sehen. Doch jetzt kann er sich eingestehen, dass in seinem Vater keine Seele lebte (vgl. S. 268), er also keinen guten Charakterzug hatte.
Über den Tod ist Klaus erleichtert und es macht ihn freier, da er nun zu ihm nie wieder als Vater aufblicken muss und er somit besser seine Interessen ausleben kann, weil er nicht mehr zu befürchten hat, dass er in den Augen des Vaters als Versager dastehen könnte.

## Klaus als Erwachsener
Klaus’ Kindheit ist geprägt durch die strenge Erziehung der Mutter und die Missachtung des Vaters. Er wächst abgegrenzt von anderen Kindern seines Alters auf, was große Defizite in seinem sozialen Verhalten verursacht. Es fällt ihm schwer, Menschen kennenzulernen und viele normale Alltagssituationen sind ihm völlig fremd (S. 22 Z. 21–26): „Als ich meine Mutter am Telefon sagen hörte Ich will Klaus eigentlich nicht in den Kindergarten schicken, war ich auf das entsetzlichste bestürzt, da ich den Kindergarten für einen Garten hielt, in den die Hänsel und Gretel von heute geschickt werden.“ Schon seit seiner Kindheit glaubt Klaus, etwas Besonderes zu sein. Er möchte im Leben etwas erreichen, der Mutter seine Selbstständigkeit beweisen, die Achtung des Vaters gewinnen und die eigenen Selbstzweifel befriedigen. Im Ferienlager wird Klaus das erste Mal mit dem verbotenen Thema Sexualität konfrontiert. Obwohl diese zuerst abschreckend auf ihn wirkt, wird seine Neugier geweckt. Klaus beginnt seine eigenen sexuellen Vorlieben zu erkunden und erfährt zum ersten Mal, wie es ist, sich männlich und anerkannt zu fühlen. In Verbindung mit seinem Größenwahn entwickelt sich seine gesunde Neugier an seiner Sexualität in extreme Perversionen (S. 239 Z. 15–18): „Mit dieser Überlegung kaufte ich mir zum Feierabend einen Broiler, den ich zu Hause und ohne Rücksprache mit meiner Dienststelle sexuell mißbrauchte.“. Damit versuchte Klaus, seine Minderwertigkeitskomplexe und seine soziale Isolation aufzuarbeiten. Verfolgt von ständigen Gewissensbissen, verursacht durch die Kommentare seiner Mutter, entwickelt Klaus einen inneren Zwiespalt. Einerseits erfährt er Bestätigung durch sein gestörtes Sexualverhalten, andererseits lässt ihn seine Erziehung an seinem Handeln zweifeln (S. 193 Z. 28–29): „Mama, Papa bitte! Ehe ihr schimpft, bedenkt daß ich nur onaniere, um nicht zu vergewaltigen!“.
In Kontakt mit seinen Mitmenschen begegnet Klaus allerdings den Grenzen seiner Perversion. Als er sich zum ersten Mal verliebt und seine Partnerin ihm die Gelegenheit bietet, die masochistischen Sexualpraktiken auszuleben, reagiert Klaus abgeschreckt und zieht sich zurück (S. 237 Z. 9–14): „Und dann sagte sie, was sie nicht hätte sagen dürfen, jene drei verhängnisvollen Worte, nein nicht die drei Worte; sie flüsterte: „Tu mir weh!“ Oje, das war zu viel für mich, verstehen sie ich hätte mich zwar im Geiste damit abgefunden einen Engel zu ficken, aber dass ich ihr weh tun sollte, wo ich ihr doch theoretisch meine Liebe beweisen müsste- nein das war wirklich zu viel für mich.“. In diesem Moment zeigt Klaus eine andere Seite seines Charakters, er muss niemandem etwas beweisen und ist ganz er selbst.

## Stasi im Roman

### Mitarbeiter und Methoden
Klaus Uhltzscht wird zu Beginn seiner Arbeit drei Mitarbeitern zugeteilt. Diese heißen Martin Eulert (Oberleutnant), Harald Wunderlich (Major) und Gerd Grabs (Hauptmann). Durch diese Kollegen und deren Methoden wird die Stasi im Roman dargestellt. Alle drei haben ihre Eigenarten, die für andere meist unerklärlich erscheinen. Martin Eulert, Hobbyphilosoph, legt alle für ihn unverständlichen Dinge durch die „Negation der Negation“ aus. Harald Wunderlich führt stets drei Möglichkeiten des Vorgehens mit A, B und C auf. Und zuletzt Gerd Grabs, der fanatisch nach einsilbigen Vornamen mit “G” sucht. Diese Angewohnheiten und der alltägliche Büroablauf, Salzstangen müssen immer vorrätig sein (S. 150), erscheinen dem Leser bizarr.
Die Vorgehensweise der Stasi bei Wohnungsdurchsuchungen und Observation werden im Roman realitätsnah beschrieben. Bei Durchsuchungen werden lediglich Gegenstände umgestellt, zerstört oder mitgenommen, meistens jedoch versehentlich oder weil die Fahnder einen eigenen Nutzen daraus ziehen, und weniger um damit der Stasi zu dienen (S. 155). Doch genau dadurch wird bei den Betroffenen Angst verbreitet. Des Weiteren werden Observationen durchgeführt, bei denen keiner der vier Mitarbeiter weiß, welchem Zweck sie dienen. Decknamen zur Geheimhaltung und Protokolle zur Kontrolle erscheinen lächerlich und nutzlos, da sie kaum verwertbar sind (S. 180).

### Persönliche Sicht Uhltzschts
In seiner Kindheit macht Klaus die Stasi zu seinem heimlichen Feind. Er sitzt stundenlang in seinem Zimmer und beobachtet das Hauptgebäude der Stasi und führt über seine „Ergebnisse“ Protokoll (S. 75). Er verhält sich also unbeabsichtigt wie ein Stasimitarbeiter. Als sein Vater dies erfährt und verbietet, stoppt Klaus seine Observationen, schreibt der Stasi aber dennoch nur schlechte Eigenschaften zu. Er weiß lange Zeit nicht, dass sein Vater bei der Stasi arbeitet, da der Vater kalt ist und die Grundsätze der Stasi selbst in der eigenen Familie beibehält. Als sein Vater ihm mit den Worten „Sag mal du fängst doch auch bei uns an?“ anbietet, zur Stasi zu kommen (S. 91), sieht Klaus seine Chance, seinem Vater zu gefallen. Trotz seines Wissens, dass sein Vater bei der Stasi arbeitet und dieser ihm angeboten hat bei ihm zu arbeiten, ist sich Klaus nie sicher, dass er wirklich bei der Stasi ist (S. 152 „War ich jetzt wirklich bei der Stasi, bei der richtigen, echten, sagenumwobenen Stasi?“). Er sieht seine Arbeiten als ekelerregend an und betitelt sich selbst als Abschaum (S. 230–231 „Ich habe ein Kind entführt, ich habe in fremden Briefen herumgeschnüffelt, ich habe einen fremden Menschen wochenlang angestarrt, ich habe andere geängstigt, gelähmt, verhöhnt. Ich mache die Welt schlechter, als sie ohnehin ist. Ich fand Vergnügen daran, ein achtjähriges Mädchen zum Weinen zu bringen…“ „Ich hockte in meiner fluchtsicheren Eineinhalb-Zimmer-Hochparterre-Wohnung, rechnete mich zum Abschaum und sah fern…“). Er führt seine Arbeit nur weiter, da er denkt, er sei für etwas Größeres bestimmt. Die Zusammenarbeit mit seinen närrischen Kollegen und die sinnlosen Observationen seien nur ein Test, um zu schauen, ob er für eine wichtigere Tätigkeit geeignet ist (S. 168). Er selbst sieht sich als viel intelligenter und fähiger an als seine Kollegen.

### Darstellung
Thomas Brussig veranschaulicht dem Leser auf eine lustige Art und Weise, wie strikt und angsteinflößend die Stasi in der DDR-Zeit war. Durch die chaotische Darstellung der Mitarbeiter und Methoden gibt er dem Leser keine andere Möglichkeit, als sich über die Behörde lustig zu machen (S. 154–155 „…was den Kulturattaché sehr verwunderte, aber Grabs und ich hatten für jenen Abend ohnehin Order, zu verwirren und zu verunsichern.“). Zufällige und versehentliche, peinliche Vorfälle gehören bei den vier Kollegen zum Alltag, werden aber immer zu Gunsten der Stasi ausgelegt. Daran kann man erkennen, dass die Stasi ungeordnet war, trotzdem aber ihren Zweck erfüllte. Die Mitarbeiter wirken albern und nicht ernst zu nehmen, doch gerade durch diese Menschen wird die Stasi im Roman charakterisiert. Vor allem durch den Protagonisten Klaus Uhltzscht wird einem das wirre und naive Denken der Stasimitarbeiter verdeutlicht. Da Uhltzscht sich selbst über seine Kollegen wundert und lustig macht, wird die Wirkung des Gesamten unterstützt (S. 153–154 „…Aber Wunderlich sagte die Statistik auf – und aus! Dann wollte er bewundert werden für sein fabelhaftes Gedächtnis! Wozu bin ich hier? fragte ich mich immer wieder. Was habe ich hier zu suchen? Ich will groß rauskommen, […] – wozu um alles in der Welt muss ich miterleben, wie mein Vorgesetzter, stolz wie ein Sechsjähriger, Sportstatistiken herunterbetet?“). Ebenfalls wird die Stasi durch Uhltzschts Vater typisiert. Er arbeitet bei der Stasi, hält dies aber so geheim, dass sein eigener Sohn es lange Zeit nicht weiß. Brussig verwendet also im gesamten Roman die „fröhliche Aufarbeitung“. Er beschreibt die Geschehnisse der DDR-Zeit auf eine lustige Art und hilft den Opfern, über die Täter zu lachen und damit das Geschehene zu verarbeiten.

## Ende der DDR im Roman
Gemäß Klaus Uhltzschts Charakter wird der Mauerfall stark ichbezogen und subjektiv dargestellt, was dazu führt, dass die Darstellung nicht mit der Realität übereinstimmt. Im folgenden Abschnitt werden die fiktiven mit den tatsächlichen Geschehnissen verglichen.
Gleich zu Beginn des Romans prahlt Klaus Uhltzscht damit, dass er einen großen Anteil an dem Mauerfall hat, jedoch erläutert er genauere Zusammenhänge erst später, nachdem er von seinem Leben berichtet hat. Klaus Uhltzscht wird von seiner strengen Erziehung gemäß den Normen der DDR geprägt. Seine ständigen Bemühungen, den Ansprüchen seines Vaters gerecht zu werden, führen dazu, dass er schlussendlich zur Stasi geht und in dessen Fußstapfen tritt. Seine verzerrte Wahrnehmung zeigt sich deutlich in verschiedenen Situationen wie am Beispiel der gravierenden Verwechslung der Eiskunstlauftrainerin Jutta Müller mit Christa Wolf, der bekannten Schriftstellerin, bei deren Rede am vierten November 1989 („Nahe genug, um zu erkennen, wer da sprach: Jutta Müller, die Eiskunstlauftrainerin, Idol meiner Mutter“ (S. 285, Z. 24–26)). Aufgrund seiner übertriebenen Ich-Bezogenheit ist er der Meinung, dass er der stasifeindlichen Rede ein Ende bereiten muss („Ich wollte ans Mikrofon stürmen, ich wollte mich auf die LKW-Pritsche raufprügeln, um Schluß zu machen mit diesem Sozialismus-Hokuspokus, ich, die Stasifresse, der Perverse, Honeckers Kleiner Trompeter, wollte mich als abschreckendes Beispiel für Sozialismustümelei vor eine Dreiviertel Millionen Menschen stellen“ (S. 288, Z. 14–20)). Dabei stolpert er über ein Pappschild und stürzt die Treppe hinunter, wobei „er sich Kopf und Genitalien verletzt[…]“(S. 291 Z. 29–30) und operiert werden muss. Durch diese Ereignisse nehmen seine revolutionären Ansichten eine Wende. So kommt es dazu, dass er nach der Flucht aus dem Krankenhaus zufällig an der Mauer vorbeikommt. Im Roman wird es so dargestellt, dass die Mauer aufgrund des übergroßen Genitales des Protagonisten Klaus Uhltzscht, welches er der Operation zu verdanken hat, geöffnet wird. Hier in dieser Szene zeigt sich der wahre Größenwahn des Klaus Uhltzscht, der der Ansicht ist, er hätte allein die Mauer zum „Einsturz“ gebracht.
Im Gegensatz zu Klaus Uhltzschts Variante des Mauerfalls basieren die Geschehnisse in Wirklichkeit auf einem Missverständnis innerhalb der DDR-Führung, bei dem Günter Schabowski die sofortige Ausreise aus der DDR genehmigte. Die Grenzwächter waren auf die kurzfristige Änderung nicht vorbereitet und konnten deshalb den Massenandrang am Grenzübergang nicht zurückhalten. (Vgl. Wende (DDR)).
Die Situationskomik entsteht dadurch, dass Klaus Uhltzscht fest davon überzeugt ist, persönlich verantwortlich für den Mauerfall zu sein. Trotz seiner sehr stasiorientierten Erziehung ist er der Meinung, er hätte die Mauer zum Einsturz gebracht und somit in der Folge daraus auch die DDR zum Einsturz gebracht.

## Sprache des Romans
Bezeichnend für die sprachliche Gestaltung des Romans ist die allgegenwärtige Ironie, die sich um Brussigs Rückgriff auf Sexualmetaphorik und Fäkalsprache ergänzt. Klaus Uhltzscht, der von Minderwertigkeitskomplexen verfolgte und egozentrische Ich-Erzähler der Geschichte, verfällt in unterschiedlichste rhetorische Muster, unter deren Berücksichtigung nach und nach seine tatsächliche psychische Verfassung offenbart wird. Das Element der Ironie gewinnt in Erzählungen seiner Kindheit – und damit der Beziehung zu seinen Eltern – an Bedeutung, was sich auch in der Typografie des Romans niederschlägt, beispielsweise in Kursivschriften, die je nach Kontext auf Zitate verweisen, betonend und dadurch stärker ironisierend wirken oder auch fiktive Gespräche darstellen, die teils auf Klaus’ Angstfantasien beruhen. Wie auch die zahlreichen hyperbolischen Artikulationsexzesse („Per-so-nal-aus-weis“), die Brussig seinem Protagonisten in den Mund legt, entblößen die oben beschriebenen Kursivanteile seine zwänglerische Auseinandersetzung mit Sprache, die auf eine gestörte Wahrnehmung seiner Umwelt zurückzuführen ist, die aus der Erziehung durch seine Mutter, die Hygiene-Göttin, resultiert. Maximale grammatikalische Korrektheit und makellose Artikulation reflektieren das aufdringliche Wirken seiner Mutter und stellen einen hierin implizierten Vorwurf dar, der im Laufe des Romans auch auf der Metaebene diskutiert wird, beispielsweise Klaus’ Gedanken zu seiner eigentlich spontanen Formulierung „am richtigsten“ (S. 214, Z. 11f.), die auch für ihn merklich seine neurotische Art verdeutlicht.
Durch eine spielerische Teilung unterschiedlicher Wörter in ihre einzelnen Silben gelingt es dem Erzähler, Neubedeutungen zu schaffen, die wiederum mit der Beziehung zu seinen Eltern verbunden werden können, so „Geschlecht“, was zur Verdeutlichung der sexuellen Unzulänglichkeit seiner Eltern im weiteren Gespräch zu „Geh!-Schlecht!“ wird.
Brussigs omnipräsente Rückgriffe auf fäkalsprachliche Elemente erfüllen einen ähnlichen Zweck wie Jugendsprache im Allgemeinen: Sie ist Teil von Klaus’ Sozialisierung, seiner verspäteten Profilierung und Emanzipation von seiner Mutter, die als Hygiene-Göttin auch auf sprachlich-emotionaler Ebene „steril“ auftritt. Die Emotionalisierung von Sprache („scheißtraurig“, S. 214, Z. 22) bildet den Kontrast zur Rationalisierung, die er durch seine Eltern und das Regime erfuhr. Zudem verweist sie auf Klaus’ Selbstdarstellung als „Multiperversen“, die aus seinem gestörten Verhältnis zur Sexualität stammt. Die einzige nennenswerte beschriebene Liebesbeziehung mit einer Frau namens Yvonne, die Klaus erlebt, offenbart allerdings eine empfindlich-unsichere Seite, die er von sich präsentiert, als er die Chance bekommt, tatsächliche Perversion zu leben. Ihre metaphorische Beschreibung als „Schmetterlingsmalerin“ (S. 214, 215) zeugt von einer liebevollen Naivität, die in diesem Textauszug nach keiner weiteren Emotionalisierung verlangt und somit gänzlich ohne die sonst übliche Exkrement- und Sexualmetaphorik auskommt. Syntaktisch scheint Klaus unbewusst seine Erzählung durch Reihungen („und“) zu strecken, eventuell auch um eine Erinnerung an Yvonne aufrechtzuerhalten (S. 219, Z. 11f.)

### Die Stasisprache
Klaus Uhltzschts großer Wunsch ist es, der Stasi anzugehören. Als er angewiesen wird, sich bei seiner Dienststelle zu melden, ist er erfüllt von verklärten Vorstellungen, wie es bei der Stasi zugeht. Da er davon absieht, Fragen zu stellen, lässt er alles auf sich wirken und entwickelt eigene, fantasievolle Bilder. Ihm wird schnell erklärt, dass alle IM (Inoffiziellen Mitarbeiter) einen Decknamen bekommen (vgl. S. 182 Z. 6). Durch diese Decknamen wird jeder einzelne Mitarbeiter anonymisiert. Der Mensch als Individuum tritt in den Hintergrund, vielmehr wird nur seine Aufgabe wichtig (S. 162). Uhltzscht findet den Gebrauch von Decknamen völlig in Ordnung, gehört diese Vorgehensweise doch zum Mythos der Stasi. Nicht nur Stasimitarbeiter, sondern auch „normale Menschen“ bekommen Decknamen. Durch diese Decknamen von Personen verschwindet die Individualität der Menschen. Sie werden in den Augen der Stasi zu „Tieren“ degradiert, die es heißt, so einfach wie möglich auseinanderzuhalten. Diese Vorgehensweise erinnert stark an die Nazidiktatur, wo die Namen durch Nummern ersetzt wurden und der Mensch „verschwindet“ und nur eine zu katalogisierende Kreatur übrig bleibt. Einfallsreichtum zeigt Klaus bei der Diskussion, wie man Flugblätter vermeiden könne, und Uhltzscht nach seinem Vorschlag, keine größeren Mengen an Papier zu verkaufen, sagt: „Jede leere Seite ist ein potentielles Flugblatt“! Alles andere ist eine Wahrheit, die nur auf einer Ideologie basiert, wird als objektive und faktische Logik dargestellt. Diese Denkweise verdeutlicht nur, dass der Osten sich ständig angegriffen fühlt und glaubt, dass die Klassenfeinde das Land zerstören wollen. Er trichtert außerdem allen ein, alles müsse getan werden, um dieses zu verhindern. Es zeigt sich die Angst vor dem Feind und zugleich der Glaube, dass man nur mit sozialistischer Kraft und Glaube gegen den kapitalistischen Feind bestehen könne. Die Angst vor dem Feind ist deutlich herauszuhören und nur ein Zusammenstehen und ein Kämpfen „Schulter an Schulter“ kann das Übel abwenden. Ebenfalls bezeichnend ist die Sprache der Stasimitarbeiter außer Uhltzscht, so werden zum Beispiel Wörtern neue Bedeutungen zugeschrieben, ein Exempel hierfür ist der Poststrukturialismus, dem die Bedeutung der Poststrukturspionage zugeschanzt wird.
Die, großenteils gescheiterten, Existenzen bei der Stasi versuchen ihrem Leben eine Wichtigkeit zu verleihen und gestehen sich selbst ihre Unfähigkeit nicht ein und reden sich deshalb mit ihren Neologismen und ihrer Stasisprache groß. Für Klaus sind die Folgen davon, bei der Stasi zu arbeiten, dass er immer paranoider wird und sich außerdem immer wichtiger vorkommt, was man vor allem daran erkennt, dass er denkt, er würde nur auf einen Spezialauftrag vorbereitet, nämlich die „Mikrofische“ des NATO-Generalsekretärs zu stehlen, was sich jedoch leider nur in seiner Fantasie abspielt.
In der Auseinandersetzung mit Sprache innerhalb des Romans als eigener Unterpunkt zwingend zu nennen sind die rhetorischen Mittel der Stasi, die Klaus im Laufe seines Tätigkeitsberichts als IM wiedergibt. Bezeichnend für die Arbeit des totalitären Regimes ist die Anonymisierung seiner Opfer durch eine Neubenennung der Menschen (S. 224, Z. 8). Die Kreation von Codenamen dient hierbei der Distanz zwischen Spitzeln und Überwachten und der Vermeidung einer emotionalen Konfrontation, die die Hemmung zum Verrat und der Auslieferung an die Organisation herabsetzt und somit eine Existenz des Regimes gewährleistet. Die satirische Seite von Brussigs „Helden wie wir“ äußert sich verstärkt durch Floskeln der Mitarbeiter der Staatssicherheit, die ehemals einen wohl sinnvollen Ursprung hatten, im Laufe der Jahre allerdings absolut von diesem entfremdet wurden, beispielsweise die „Verniedlichung des Gegners“ (S. 224, Z. 5), die die Männergruppe um Uhltzscht und seine Kollegen regelrecht leidenschaftlich diskutiert. Eine ähnliche satirische Funktion haben die zahlreichen Dopplungsphrasen der Beschatter, so die Formulierung es würden „chiffrierte Botschaften chiffriert“ (S. 221, Z. 16), was aus einer paranoiden Vorstellung der IM rührt.
Die Groteske der Stasi wird auch durch eine Reihe Neologismen verdeutlicht, die in Streitgesprächen der Männer um ihre Arbeit entstehen, so einem „Apolitische(n) Romantizismus“ (S. 217, Z. 31), dessen Bedeutung auch für alle fiktiv Beteiligten durch die Wirrung der Argumentation kaum nachvollziehbar scheint.
Ebenso Element der Komödie ist die Listung unterschiedlichster Ideen durch Mitarbeiter in alphabetische Punkte, die laufend innerhalb des Romans eingestreut werden und auf der utopischen Vorstellung der Ordnung und Effizienz der Stasi beruhen, die allerdings durch den willkürlichen Einsatz dieser Organisationsform hinfällig wird (vgl. 221).
Der Mangel an Intelligenz der Stasi-Charaktere in Brussigs Roman wird durch ihren Gebrauch unzähliger missglückter Beispiele offenbart, der im eigentlichen Sinne der Untermauerung der Daseinsberechtigung der Institution dient, jedoch durch das Versagen der Figuren revidiert wird.
Von enormer Bedeutung für das Wirken einer Organisation, insbesondere innerhalb eines totalitären Regimes, ist die auch sprachlich umgesetzte Bildung sogenannter In- und Outgroups, die Schaffung eines Wir-Gefühls und somit die Identitätsstiftung durch die Stasi. Die Differenzierung in „Wir“, d. h. die Stasi-Mitarbeiter einerseits und „Die“ oder „Sie“, die Ansprache an eine andersartige, weil fremddenkende Gruppe andererseits, begünstigt das elitäre Selbstempfinden der IM, das gerade für einen unsicheren Protagonisten wie Klaus Uhltzscht attraktiv wird. Im Bewusstsein, geschlossen gegen eine unterlegene Gruppierung anzugehen, wächst die Bereitschaft der Teilnehmer, konsequent die Methoden der Stasi zu verwirklichen. Auch militärische Einflüsse, d. h. Kriegsmetaphorik oder Fachbegriffe wie der „Status Quo der Lage“ oder auch die Teilung und damit Hierarchie unterhalb der IM durch Ränge (S. 148) organisiert das Wirken der Gruppe, den Ehrgeiz, in der Rangfolge aufzusteigen und das Spiegeln von Harmonie. Klaus Uhltzschts Einstellung zur Stasi ist dennoch keine positive, was er auch rückblickend beweist. Auf sprachlicher Ebene stellt sich sein Negativvotum klar heraus, da er immerzu zwischen der „richtigen Stasi“ und seiner Einheit unterscheidet. Seiner Einschätzung nach kann also seine Gruppe und damit Erfahrung nicht dem Mythos der brutalen und vor allem kompetenten Stasi entsprechen, was einerseits das damalige, reale Bild der Behörde innerhalb der DDR verdeutlicht, andererseits die Realität übertreibend bloßstellt, nämlich die Basis der Staatssicherheit, die aus Durchschnittsbürgern mit trivialen Interessen und mittelmäßiger Intelligenz besteht. „Stasitypisches Misstrauen“ degradiert Klaus Uhltzscht implizit als Menschen, ebenso wie seine zu jener Zeit erworbene Eigenschaft, „nach Fangschaltung (zu) lechze(n)“ (S. 212, Z. 4–5), was hierbei einen animalischen Eindruck vermittelt, der das unmenschliche Wirken der Stasi durch den Protagonisten selbst enthüllt.

## Helden wie wir – eine Satire
Der Roman enthält, zusammenfassend, viele parodistische, groteske und persiflierende Elemente, die einen Bezug zwischen dem absurden Geschehen des Romans und der realen DDR herstellen.
Der Kontext DDR wird beibehalten, doch an die Stelle eines Staates tritt ein erziehendes Elternpaar, das den Protagonisten in einer vergleichbar extremen Form erzieht. Sowohl Vater als auch Mutter beeinflussen Klaus und unterdrücken ihn und vermitteln ihm ihr Weltbild, das er auch annimmt. Klaus Uhltzscht ist also das Kind einer perfekten Mutter und eines perfekten Vaters.
Und allein seinetwegen zerbricht diese makellose Welt seiner Eltern, beginnend mit der extrem unhygienischen Zeugung, über seine Geburt auf einem schmutzigen Tisch bis zu der Tatsache, dass seine Mutter für ihn ihren Job aufgibt und ihre komplette Contenance (S. 24, Z. 10) verliert.
Genau so parodiert werden auch Ideologien und Praktiken: Der Protagonist, ein Perverser, gefangen zwischen seinen Wünschen und seinen Wertvorstellungen, entdeckt einen Ausweg:
Sobald er seine Perversion nämlich für Devisen erforscht, quasi für den Sozialismus gegen sozialistische Wertvorstellungen, werden sie legitim. An diesem Punkt macht sich die DDR selbst lächerlich.
An grotesken Elementen existieren vor allem die vielen Missverständnisse, in denen der Held Dinge in einen völlig neuen Zusammenhang bringt, aus reinem Unverständnis. Besonders intertextuell werden so andere Autoren, wie z. B. Christa Wolfs geteilter Himmel karikiert.
Die Groteske besteht allerdings darin, dass die DDR sich selbst verzerrt, denn der Reiz ergibt sich aus der Verzerrung, bei der das zu karikierende und reale logisch mit etwas völlig anderem und Absurden verknüpft werden. Das Wichtigste an der Verzerrung ist jedoch, dass sie, einer inneren Logik folgend, gar nicht existiert. Diese innere Logik, die Klaus-Uhltzscht-Logik, ist ironischerweise genau die DDR-Logik, die Klaus Uhltzscht unverfälscht in sich aufgenommen hat. Der Protagonist ist somit das Missing Link (S. 323, Z. 16) der DDR und ihrer eigenen Lächerlichkeit, und symbolisch ist er auch das BindeGlied der DDR und ihrem eigenen Zerfall.

## Notizen
1. ↑  seit 2012 auch E-Book online als .pdf-Datei ISBN 9783804457645